# Campanile de Giotto
Le campanile de Giotto est la tour campanile de l'église Santa Maria del Fiore, la cathédrale de Florence, située place du Duomo.

## Histoire
Sa fondation remonte à 1298, date du début du chantier de la nouvelle cathédrale que dirige Arnolfo di Cambio.
Sa position est inhabituelle, en alignement avec la façade, probablement en raison du besoin de libérer la zone absidale pour la grande coupole prévue dans le projet d'Arnolfo di Cambio.
À la suite de la mort d'Arnolfo en 1302, le peintre Giotto di Bondone reprend le chantier en 1334 comme maître-maçon, et s'occupe d'abord de la construction du soubassement de la tour.
Son projet global (jamais réalisé) d'une hauteur totale de 110-115 m, prévoit un sommet pyramidal de 50 brasses florentines de haut (environ 30 m).
Il meurt en 1337, laissant le chantier inachevé et son nom au bâtiment.
Andrea Pisano continue le travail, mais il meurt durant l'épidémie dite de la peste noire en 1348.
Les travaux sont repris par Francesco Talenti en 1349, qui finira le campanile et lui donnera sa forme actuelle définitive en résolvant le problème de l'équilibre de l'édifice par les pilastres permettant de grandes ouvertures.

## Architecture

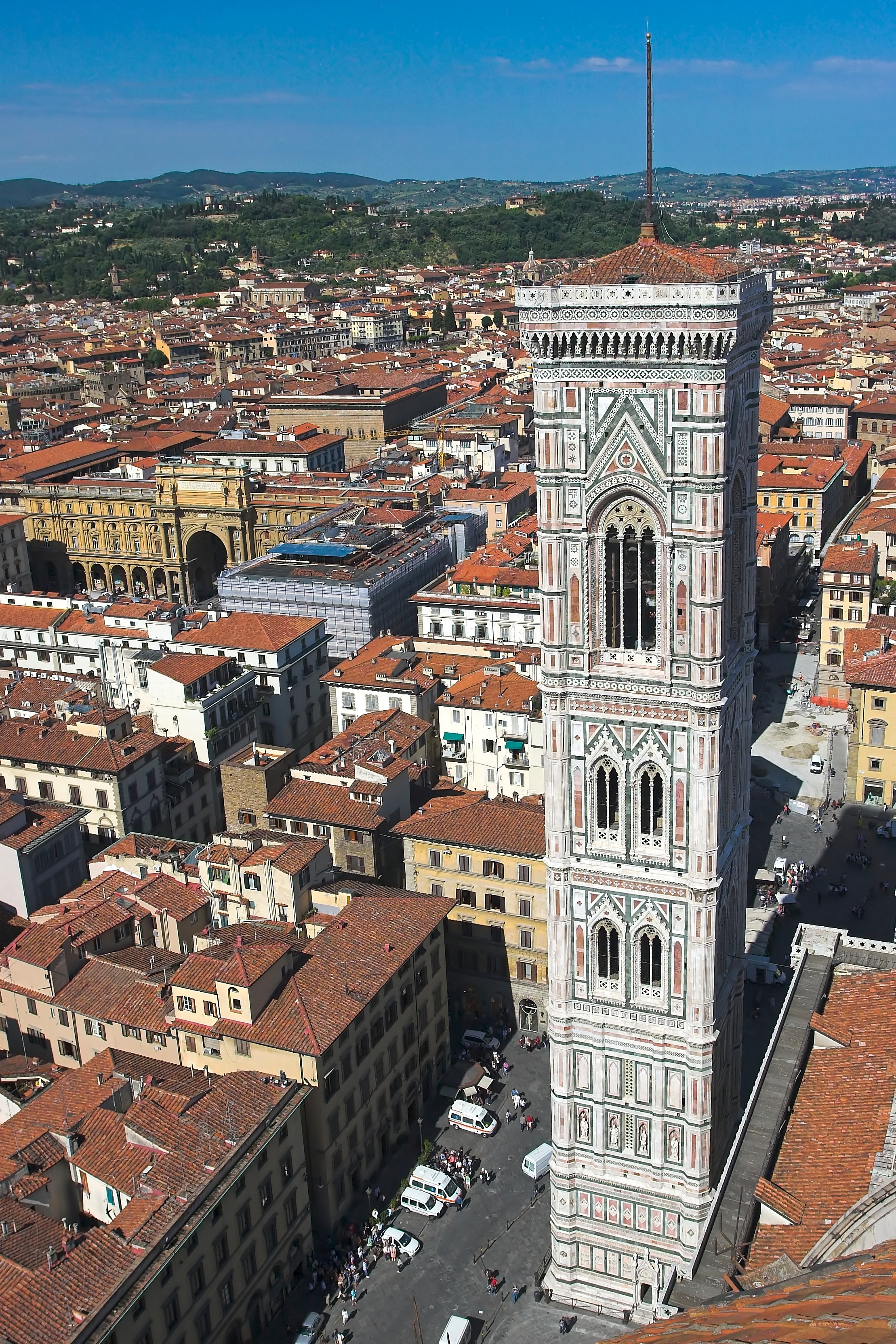
Vue du campanile depuis le dôme.

D'une base quadrangulaire de 14,45 m et d'une hauteur de 84,70 m, il est composé des éléments architecturaux suivants, par niveau :
- Un soubassement agrémenté :
  - au premier registre, de médaillons hexagonaux représentant la Chute originelle et la Rédemption par le travail,
  - au second par des losanges, comportant les figures symboliques des planètes, des vertus, des arts libéraux et des sacrements,
- Le second étage avec niches et statues des prophètes et des sibylles,
- les trois derniers étages à ouvertures géminées,
- la terrasse du sommet, accessible par un escalier de 416 marches, sommet qui se termine par un encorbellement.

Les cinq niveaux sont couverts de marbres polychromes comme le corps de la cathédrale et le baptistère Saint-Jean soit du marbre blanc de Carrare, vert de Prato, rose de Maremme et rouge de Sienne. 
Les bas-reliefs et les sculptures sont des copies dont les originaux sont conservés au Museo dell'Opera del Duomo.
Dans son ouvrage Les Sept Lampes de l'Architecture (en), John Ruskin considère qu'il est le seul édifice au monde à posséder l'ensemble des caractéristiques de noblesse qu'il définit dans son ouvrage.

## Description par niveau

### Le soubassement

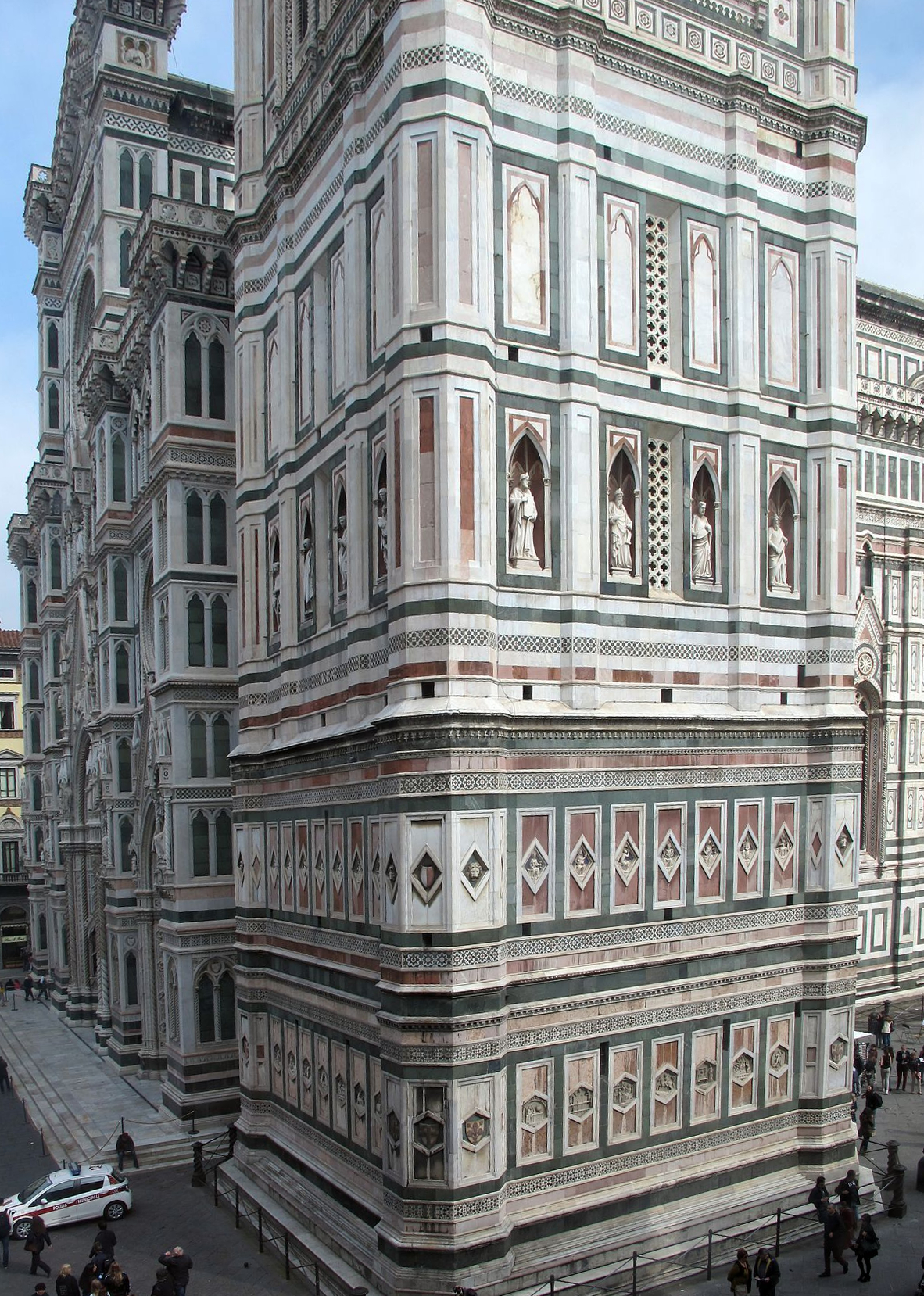
Hexagones et losanges de la base.

Les bas-reliefs hexagonaux en bas et en losange au niveau supérieur dont l'attribution entre Andrea Pisano, Luca della Robbia et Giotto reste encore difficile :

#### Face ouest
- 1° la Création de l'homme ;
- 2° la Création de la femme ;
- 3° la Loi du travail ;
- 4° la Vie pastorale ;
- 5° la Musique ;
- 6° la Métallurgie ;
- 7° l'Invention du vin.

Les losanges du niveau supérieur :

Les sept astres : Lune, Mercure, Vénus, Soleil, Mars, Jupiter, Saturne, (atelier d'Andrea Pisano, considéré comme maître de Saturne, sauf Vénus, peut-être de Nino Pisano).

#### Face sud
- 8° l'Astronomie ;
- 9° l'Architecture ;
- 10° l'Art du potier ;

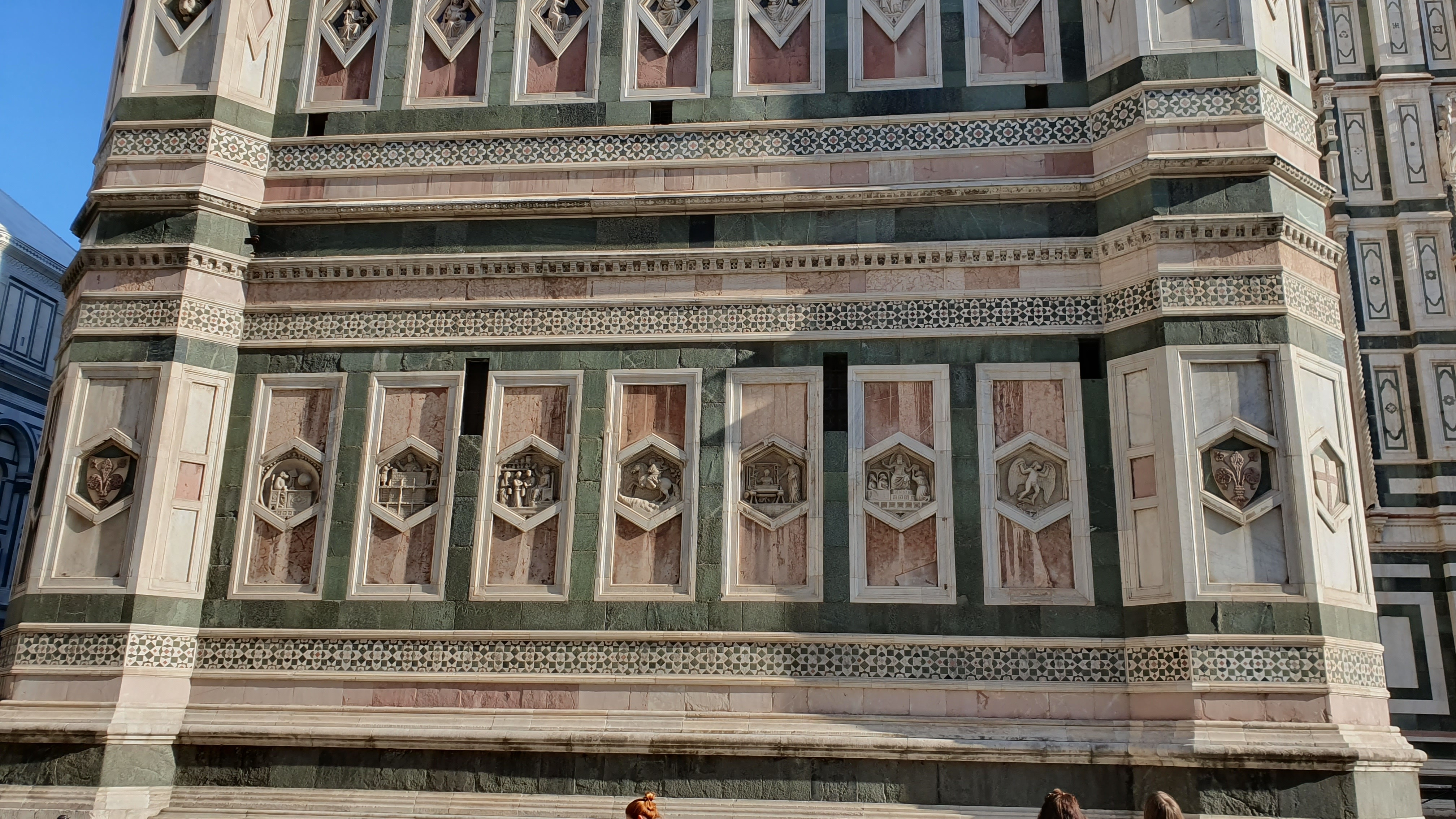
Face sud.

- 11° l'Art de dresser les chevaux ;
- 12° l'Art du tisserand ;
- 13° la Promulgation des lois ;
- 14° l'Exploration des régions nouvelles.

Les losanges du niveau supérieur (de l'atelier d'Andrea Pisano) :
- Les vertus théologales : Foi, Espérance, Charité.
- les vertus cardinales : Prudence, Justice, Tempérance, Force.

#### Face est
- 15° la Navigation ;
- 16° la Justice sociale ;
- 17° l'Agriculture ;
- 18° le Commerce ;
- 19° la Géométrie.

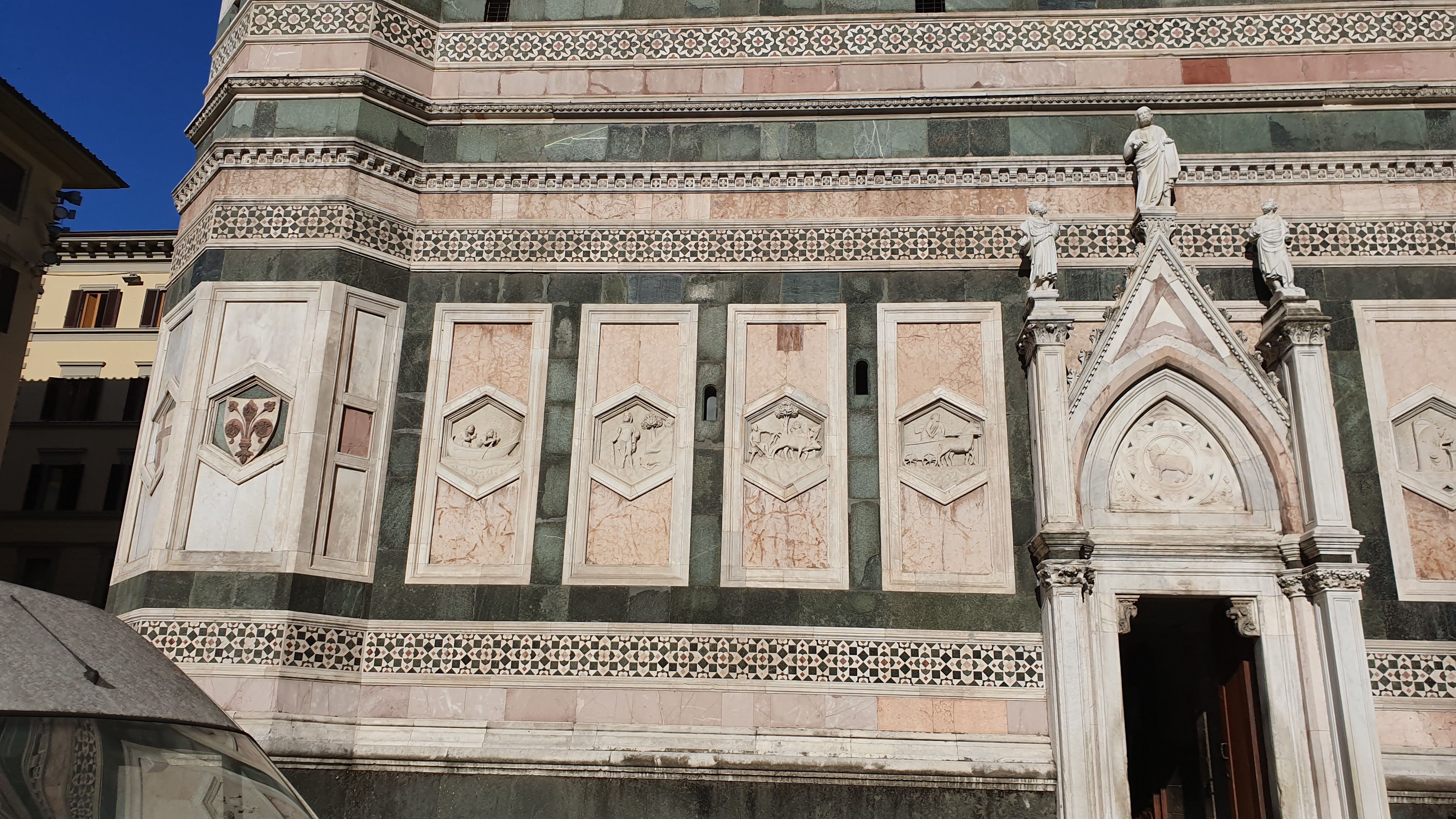
Face est. Niveau inférieur (vue partielle)

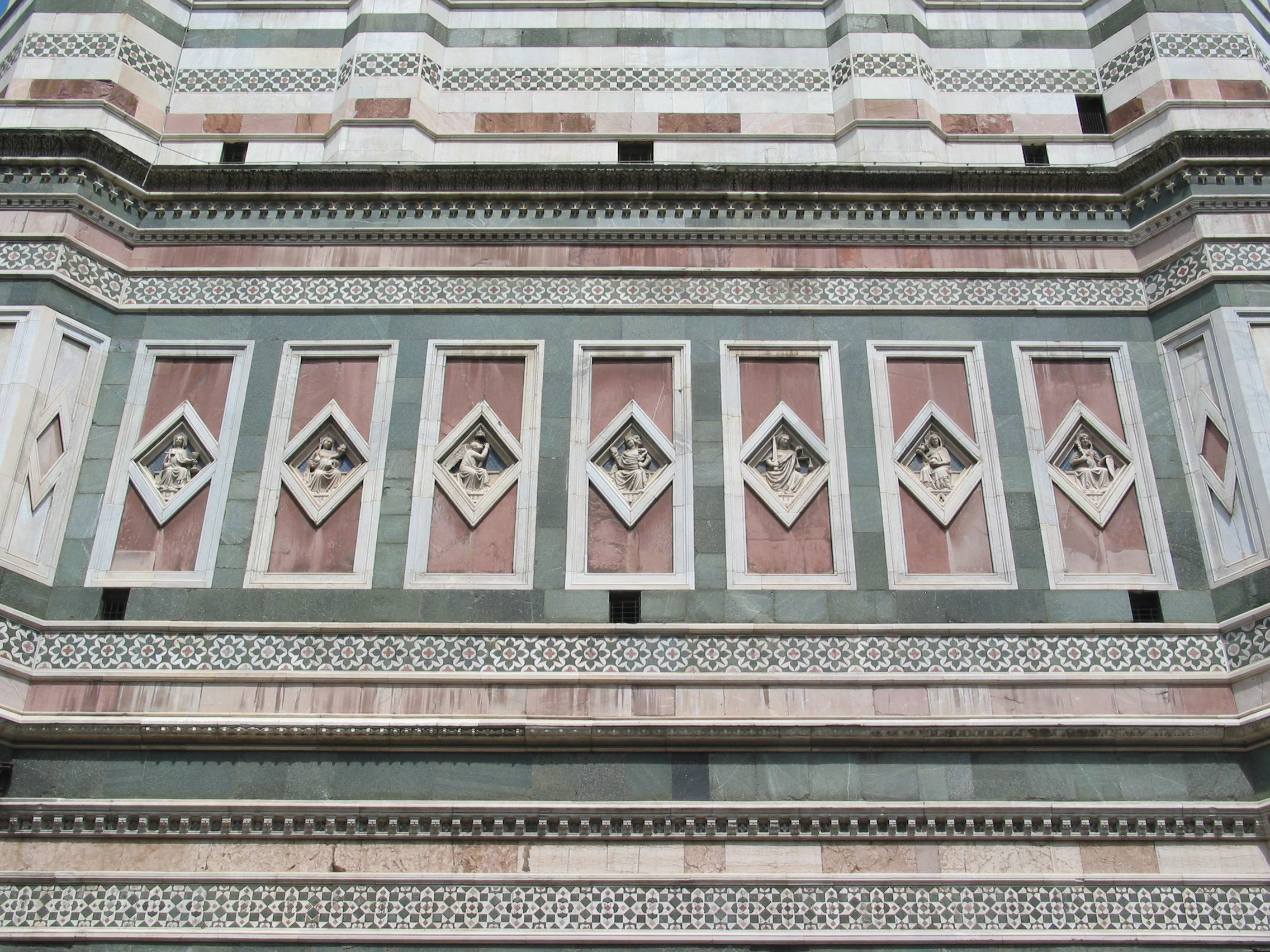
Face est. Losanges du niveau supérieur

Les losanges du niveau supérieur (de l'atelier d'Andrea Pisano) :
- Les Arts du discours : Grammaire, Dialectique, Rhétorique
- Les arts du Quadriuium : Arithmétique, Musique, Géométrie et Astronomie.

#### Face nord
- 20° la Sculpture ;
- 21° la Peinture ;

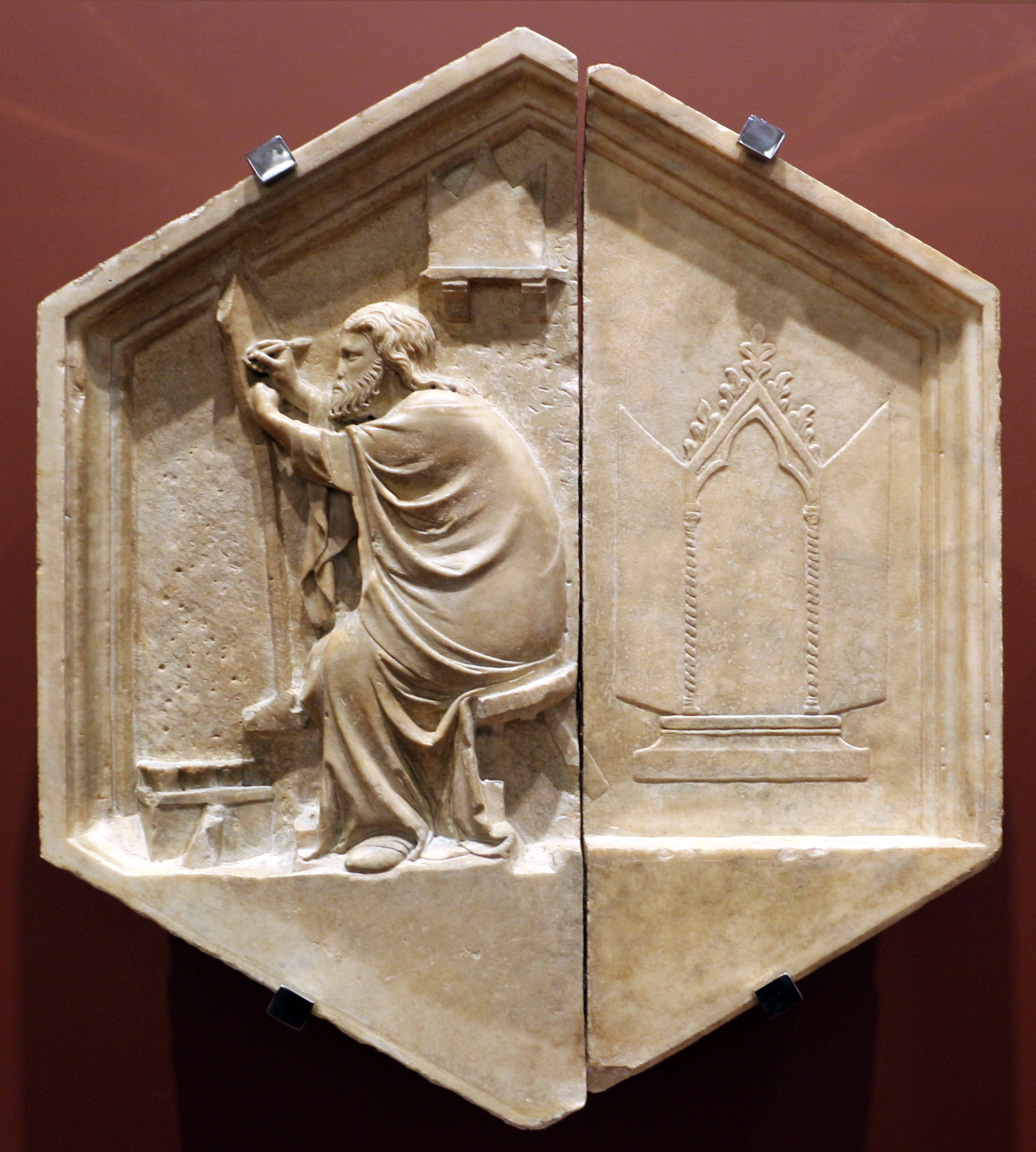
la Peinture.
Attr. Nina Pisano (1348-50)

Les cinq derniers reliefs sont l'œuvre de Luca della Robbia :
- Donato ou Prisciano (grammaire)

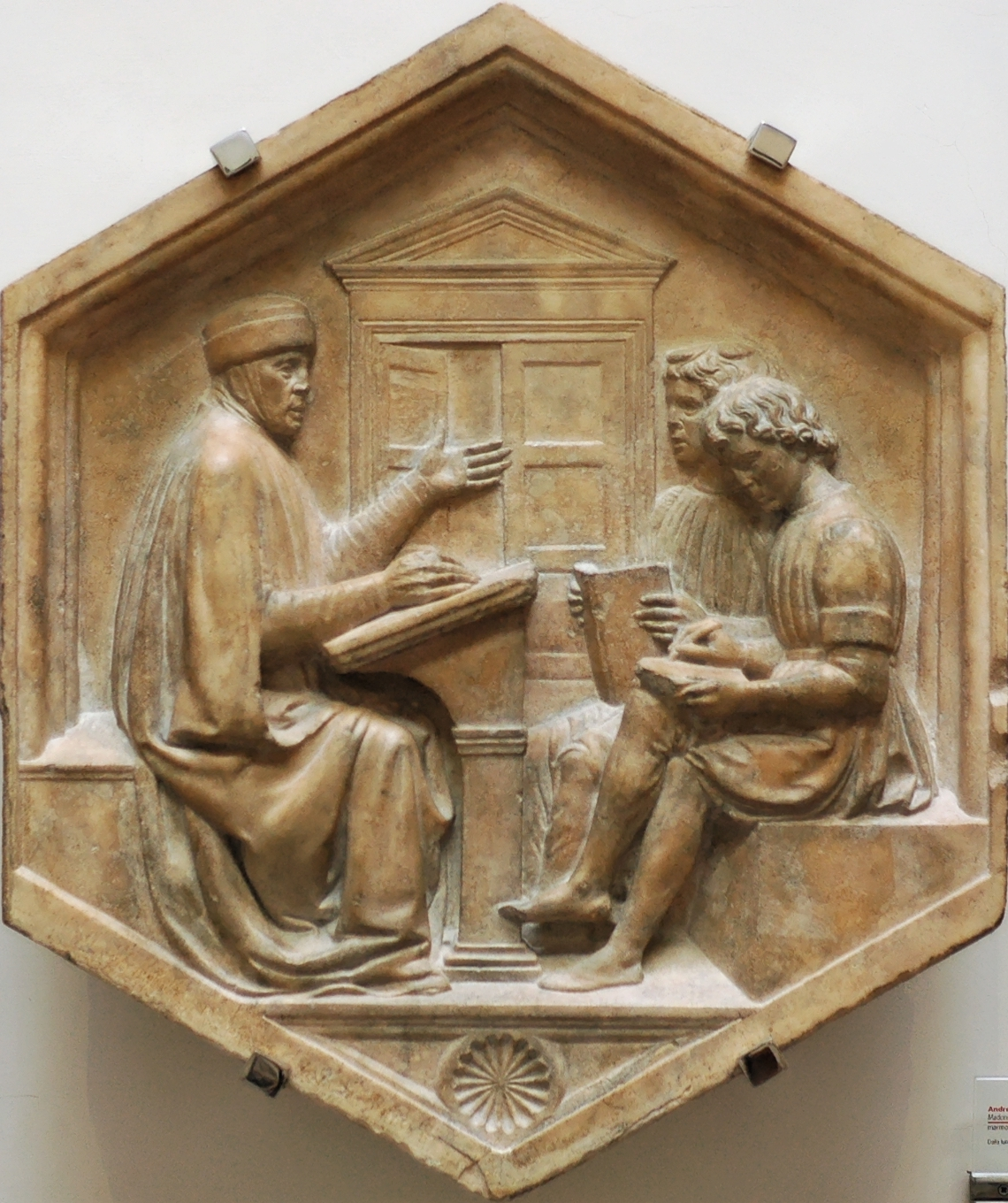
Aelius Donatus ou Priscien de Césarée (la grammaire). Luca della Robbia (1437-1439)

- Platon et Aristote (rhétorique et dialectique ou philosophie)
- Arione ou Orphée (musique)
- Euclide et Pythagore (géométrie et arithmétique)
- Ptolémée (astronomie)

Les losanges du niveau supérieur :

Les sept sacrements : Baptême, Confession, Mariage, Ordination, Confirmation, Eucharistie, Extrême Onction (attribués à Alberto Arnoldi ou à Maso di Banco)
Au tympan du portail : une Madonna col Bambino d'Andrea Pisano.

### Les niches en ogive
Au nombre de seize, soit quatre par côté, surmontées au niveau supérieur de niches simulées, vides et aveugles.

#### Face nord
- Sibylle de Tibur, Andrea Pisano
- David, Andrea Pisano
- Salomon, Andrea Pisano
- Sibylle d'Érythrée, Andrea Pisano

#### Face sud
- Prophète Moïse, Andrea Pisano ou Maso di Banco
- Prophète, Andrea Pisano
- Prophète, Andrea Pisano ou collaborateur
- Prophète, Andrea Pisano ou Maso di Banco

#### Face est

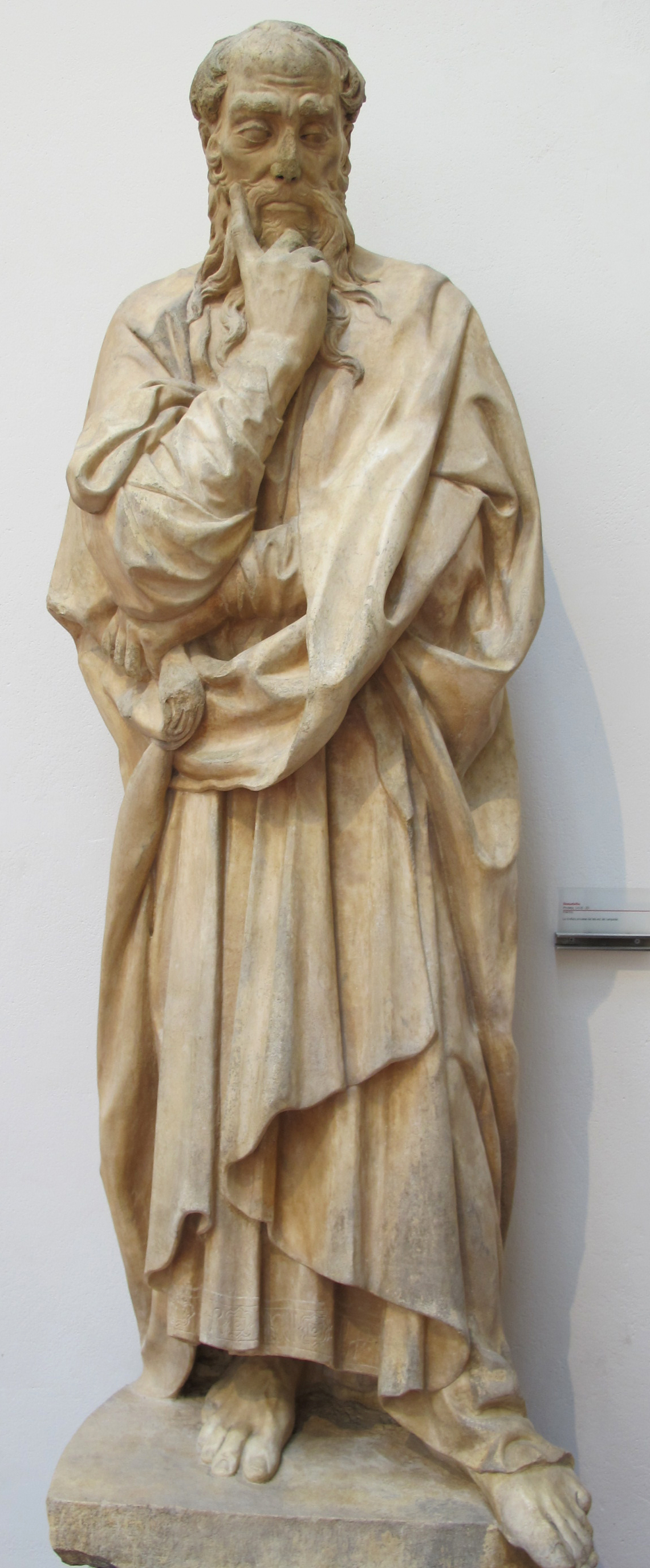
Prophète, dit le penseur, Donatello, 1418-20
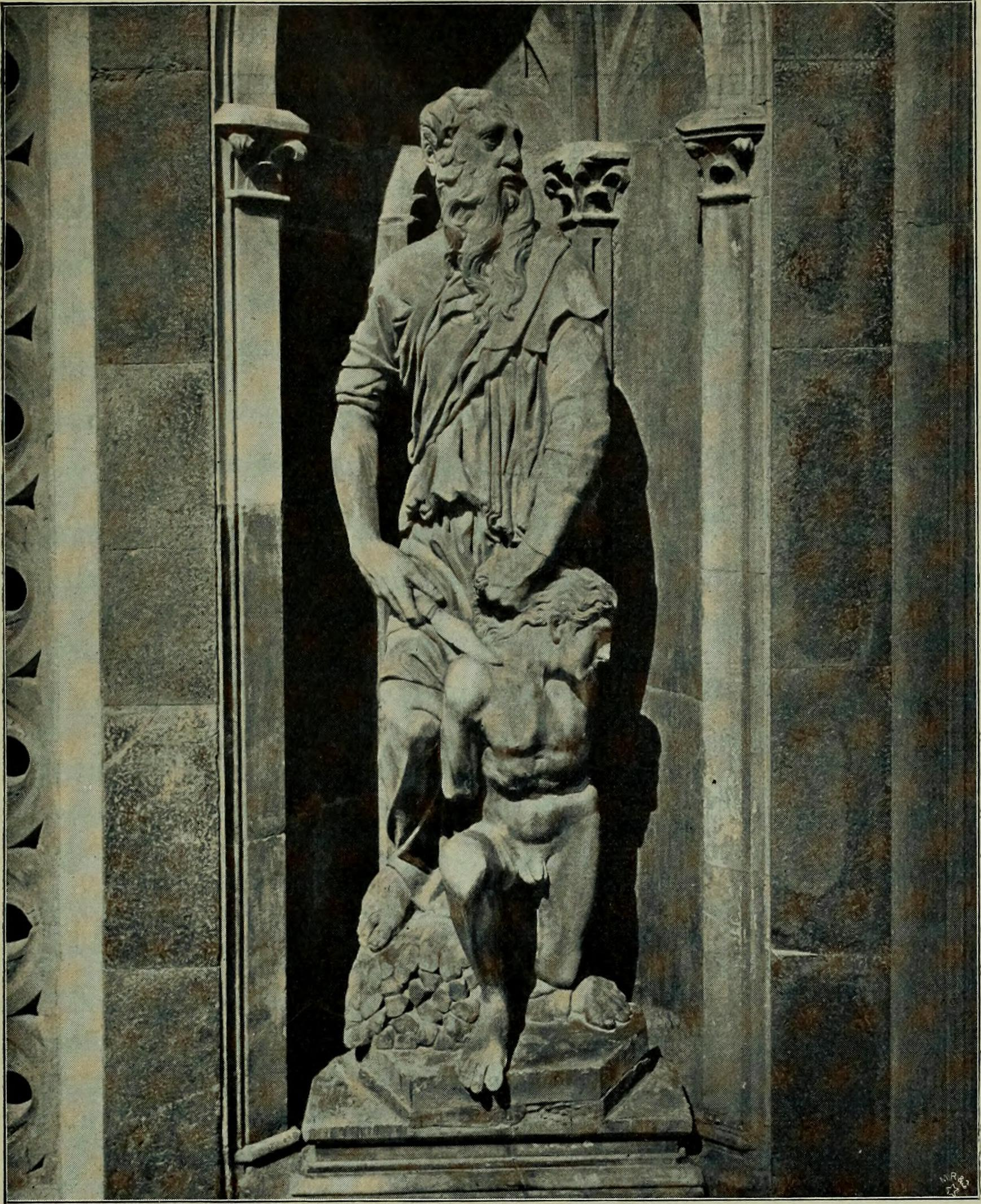
Le sacrifice d'Issac, Donatello et Nanni di Bartolo, 1421, H. 1,88 m
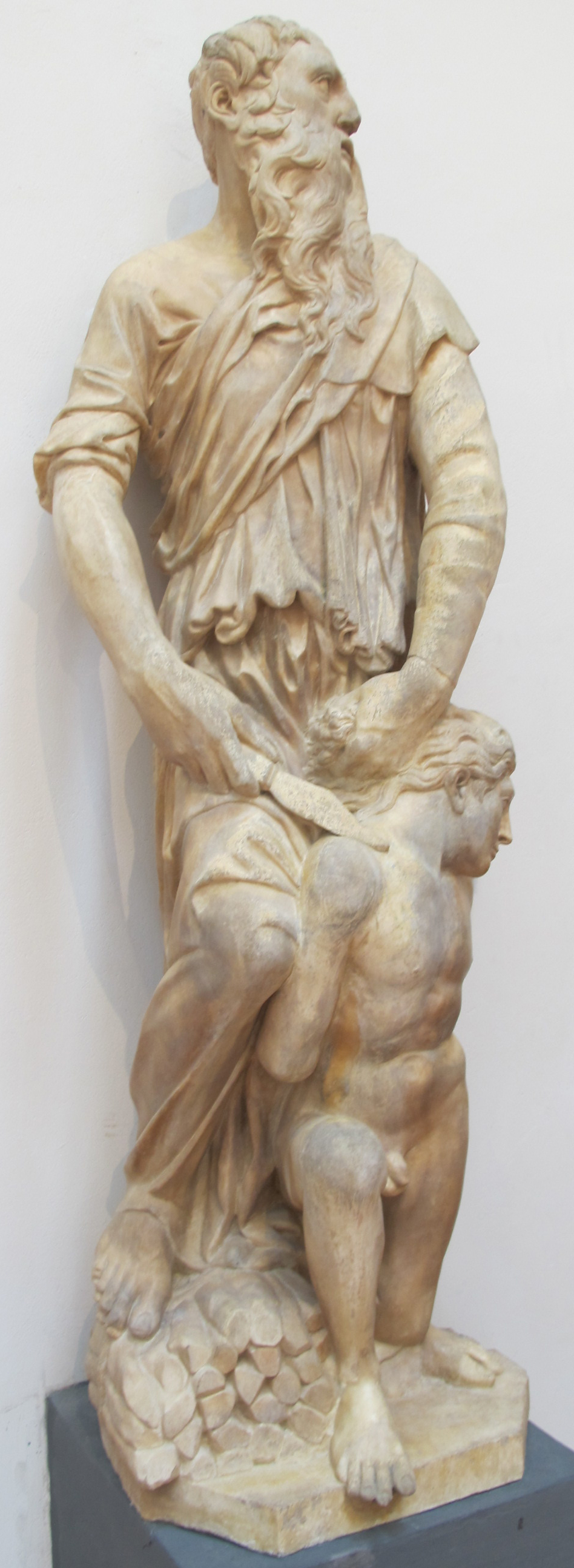
Idem

- Prophète barbu, Donatello
- Prophète, Nanni di Banco.
- Le sacrifice d'Isaac par Abraham de Donatello et Nanni di Bartolo.
- Prophète, dit le penseur, de Donatello

## Sources
- (it) Cet article est partiellement ou en totalité issu de l’article de Wikipédia en italien intitulé « Campanile di Giotto » (voir la liste des auteurs).
- Zoom View de Campanile de Giotto